# Carl Peter Hallberg
För konstnären Carl Hallberg född 1855 se Charles Edward Hallberg

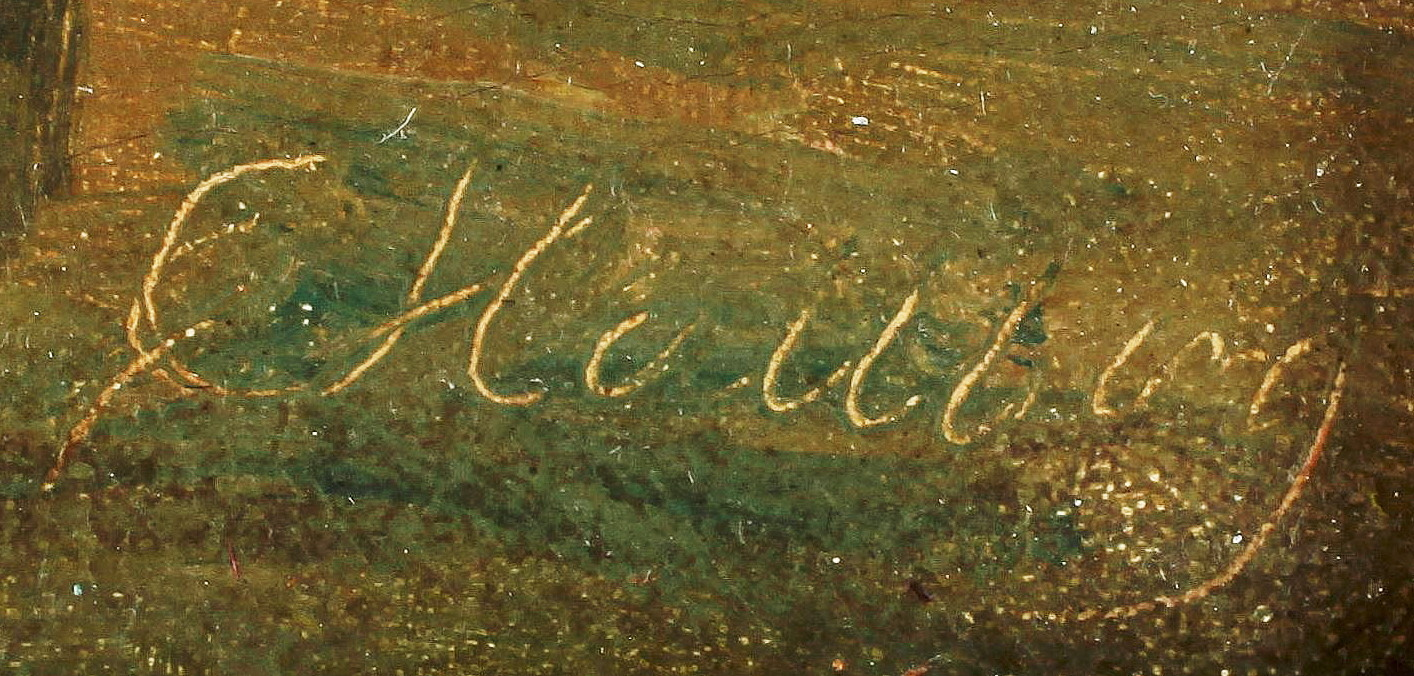
"C Hallberg", namnteckning.

Carl Peter Hallberg (ibland Petter), född 10 november 1809 i Horns församling, Östergötland, död 8 februari 1879 i Klara församling, Stockholm, var en svensk konstnär och dekoratör, verksam i Stockholm.

## Biografi
Han gjorde sig känt genom sina romantiserande, pastorala oljemålningar med stads och landskapsmotiv. Från 1840-talet och framåt skapade han ett stort antal landskapsmålningar och vyer i både olja och gouache. Bland sådana verk kan nämnas ”Uppsala från Svartbäcken” (från 1850), ”Utsikt från Kungsholmen mot Långholmen och Södermalm” (från 1857) och ”Fleminggatan österut från trakten av Kronoberget” (från 1868).  
Hallberg finns representerad vid Stockholms stadsmuseum.

## Verk (urval)

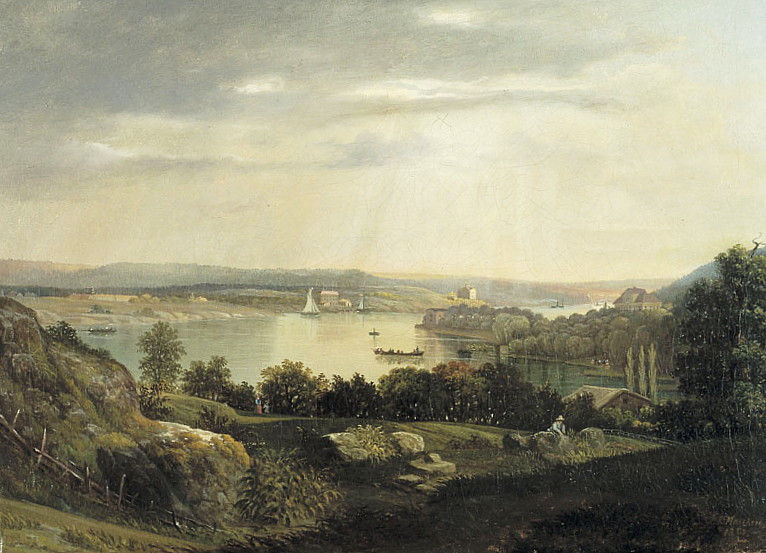
Kungsholmen mot Långholmen
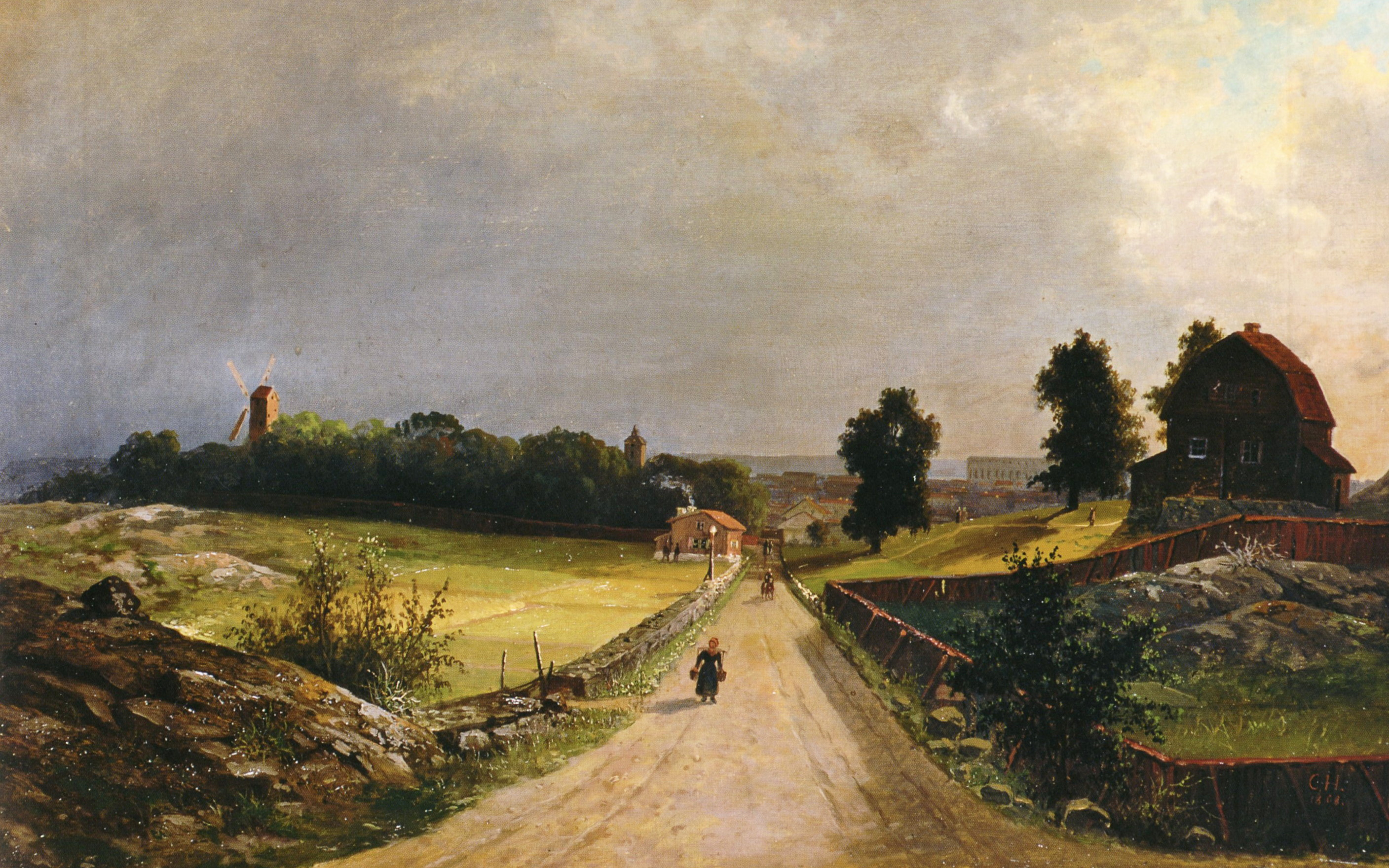
Fleminggatan österut
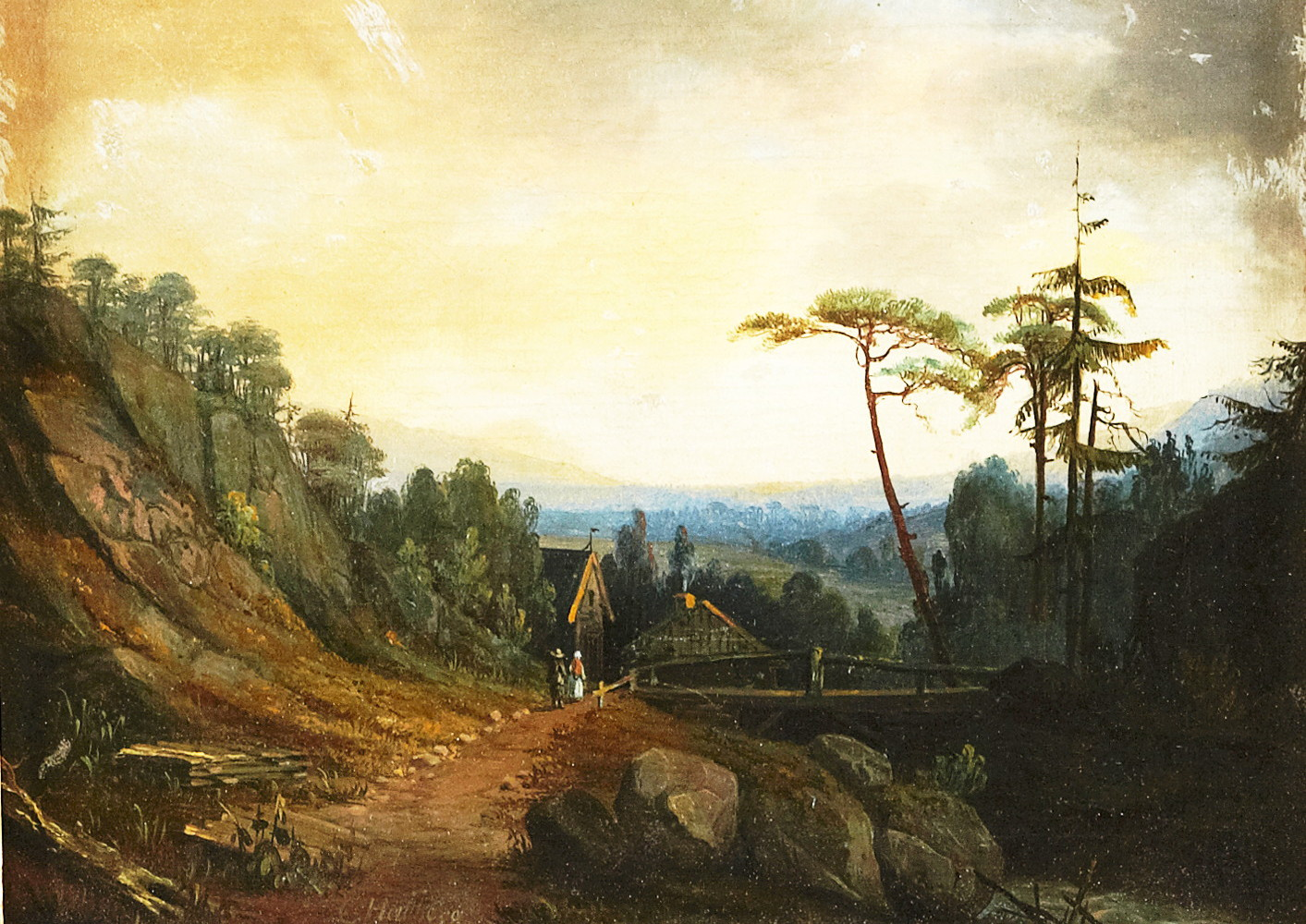
Landskap med hus och figur